# Virola megacarpa
Virola megacarpa  es una especie botánica de planta en la familia de las Myristicaceae.  Es endémica de Panamá. Está amenazada por la pérdida de hábitat. 
Encontrado desde las provincias de Panamá y Colón y la Reserva Indígena Kunayala, restringido a un pequeño intervalo en las tres zonas donde se encuentran.

## Taxonomía
Virola megacarpa fue descrita por Alwyn Howard Gentry y publicado en Annals of the Missouri Botanical Garden 62(2): 474, f. 1. 1975.